# Consolato (Francia)
Il Consolato (in francese Consulat) fu in Francia un regime politico nato dal colpo di Stato del 18 brumaio anno VIII (9 novembre 1799), che rovesciò il regime del Direttorio (1795-1799) nato dalla Rivoluzione. Per estensione il termine si riferisce anche al medesimo periodo della storia di Francia.
La Costituzione dell'anno VIII stabilì una forma di governo di stampo autoritario guidata formalmente da tre persone (dette consoli richiamandosi alla storia romana), ma in realtà retta dal solo Primo Console Napoleone Bonaparte, che fu proclamato console a vita nel 1802. Il Consolato terminò il 18 maggio 1804 (28 floreale anno XII), data della proclamazione del Primo Impero.

## Il Consolato provvisorio
Dopo il colpo di Stato del 18 brumaio si insediò un consolato provvisorio composto da Bonaparte, Sieyès e Ducos.
Le idee di Sieyès furono fondamentali nella concezione del progetto politico: dopo diversi anni di instabilità sotto il Direttorio, ci si preoccupò soprattutto di rafforzare il potere esecutivo e di facilitare il funzionamento del regime.
Le due assemblee legislative (Consiglio dei Cinquecento e Consiglio degli Anziani) designarono ciascuna una commissione per gli affari giudiziari correnti e per la preparazione di una nuova costituzione, che entrò in vigore il 4 nevoso anno VIII (26 dicembre 1799); nota come Costituzione dell'anno VIII, fu redatta da Daunou, che già aveva steso la Costituzione dell'anno III. Daunou apparteneva al gruppo degli Idéologues, repubblicani liberali ostili al giacobinismo.
La nuova costituzione rafforzava il potere esecutivo ed il diritto rappresentativo era riservato ai soli notabili, anche se il suffragio universale non veniva ufficialmente abolito. Segnò quindi una rottura con le costituzioni precedenti: non vi si trova nessun richiamo ai diritti dell'uomo nel preambolo della costituzione, come lo era stato invece per quello del 1791, 1793 e 1795 (di quel preambolo rimaneva ben poco: alcuni articoli sull'habeas corpus nel Titolo VII e qua e là qualche richiamo ai diritti individuali) né alla difesa delle libertà, è inoltre molto più tecnica, definendo i poteri, soprattutto quelli dell'uomo forte del regime; appare quindi ritagliata su misura per Napoleone.
Napoleone fu designato "primo console", dunque di fatto a capo dell'esecutivo, col potere di decidere le nomine alle principali funzioni pubbliche ed una certa libertà d'iniziativa in materia legislativa. Contemporaneamente il primo console si ritrovò dotato di poteri importanti in ambito diplomatico e militare.
La nuova costituzione non rinnegò comunque del tutto la collegialità del Direttorio, sebbene due dei consoli non avessero altro che un potere consultivo.
Sul piano istituzionale vi furono ugualmente dei cambiamenti. Venne istituito il Tribunato, composto da 100 deputati con la funzione di discutere i progetti di legge e dare il proprio parere, così come il Corpo legislativo, composto da 300 membri che votavano i progetti di legge senza però la possibilità di discuterli. Entrambe le camere non avevano l'iniziativa legislativa, cosa che aveva solo l'esecutivo. Il Consiglio di Stato doveva preparare e redigere i progetti di legge, trattandosi di un'assemblea puramente tecnica composta da una cinquantina di membri nominati dal primo console. Le leggi dovevano essere discusse tra il Tribunato e il Consiglio di Stato (espressione del governo) e poi presentate al Corpo legislativo (che poteva esclusivamente approvare o non approvare, senza possibilità  di fare controproposte), instaurando quindi un meccanismo farraginoso.
Il Senato conservatore era incaricato di preservare la Costituzione; era composto da membri cooptati nominati a vita e inamovibili, su indicazione delle altre assemblee. Progressivamente andò a redigere testi a carattere legislativo, detti senatoconsulti per analogia al Senato romano. I membri divennero con la Costituzione dell'anno X e con il senatoconsulto costituzionale dell'anno XII (che introduceva il sistema imperiale), uomini scelti su liste predisposti da Napoleone, o addirittura da lui direttamente designati.
Prima ancora della proclamazione del Consolato, il primo console prese, l'indomani del 18 brumaio, una decisione fondamentale: nominò Martin Michel Charles Gaudin alla carica strategica di ministro delle finanze. Costui fu sempre uno dei suoi più fidati collaboratori, sino alla dissoluzione dell'Impero.

## I primi passi del Consolato
Il Consolato si insediò ufficialmente il 1º gennaio 1800 (11 nevoso anno VIII); vennero designati due nuovi consoli, Cambacérès e Lebrun.
Cambacérès era deputato della Convenzione, specialista in diritto, già ministro della giustizia sotto il Direttorio. Nei ranghi del Consiglio di Stato si ritrovavano persone vicine a Bonaparte, e il Senato era presieduto da Sieyès. Gli umori dell'assemblea nei confronti di Bonaparte erano vari; in assenza di liste di notabilità era il Senato a scegliere i deputati: vennero privilegiati vecchi rivoluzionari per mettere in piedi una certa opposizione al primo console.
All'inizio del 1800 il Consolato era dunque insediato ma ancora in cerca di un assetto e di una politica che gli consentisse di durare.

## L'opera del Consolato

### Ristabilire la pace

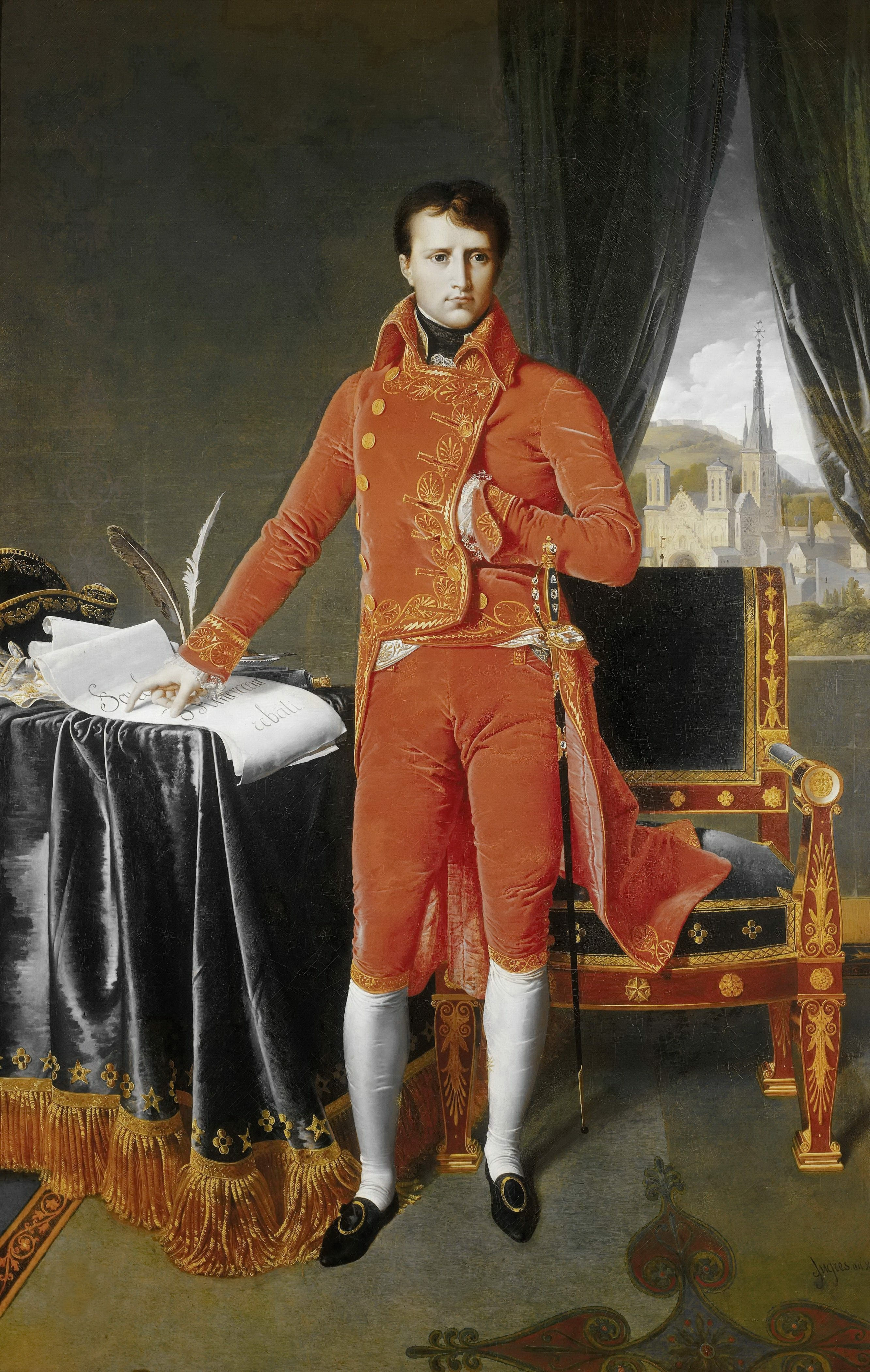
Bonaparte, Primo console, di Jean Auguste Dominique Ingres

All'inizio del nuovo regime, Bonaparte mirava a riconciliare le parti, a mettere fine alle divisioni nate dalla Rivoluzione. Invitò il clero a rientrare in Francia, ed accordò la libertà di culto il 7 nevoso anno VIII (28 dicembre 1799). Soppresse la legge degli ostaggi, che consentiva di imprigionare i membri della famiglia di un émigré, e mise fine alla vendita dei possedimenti religiosi confiscati dallo Stato.
Divenne analogamente possibile farsi cancellare dalle listes d'émigrés (la presenza sulle liste significava perdere i diritti da cittadino). Nel 1802 Bonaparte andò ancora oltre accordando l'amnistia generale agli émigré. Tali misure di riconciliazione prepararono l'instaurarsi della pace civile.
Esistevano tuttavia ancora delle regioni che si sottraevano al controllo dello Stato. Soprattutto l'ovest della Francia era in preda ad una situazione di instabilità cronica (insurrezioni, brigantaggio, ecc.). Dal novembre 1799 Napoleone si adoperò per ottenere la pacificazione della regione ed ottenne la firma di una tregua con i capi della chouannerie. All'inizio del 1800 Bonaparte aveva raggiunto la pacificazione quasi totale, in particolare nella Vandea, e si appoggiava soprattutto sul clero. Rimanevano comunque dei disordini locali, come in Normandia. Nel 1802 il paese era grosso modo pacificato, obiettivo ottenuto sia per negoziati sia per occupazione militare.
In primavera Bonaparte decise di porre fine anche alla guerra all'estero. Gli austriaci furono sconfitti il 14 giugno 1800 a Marengo da Bonaparte stesso, e il 3 dicembre successivo a Hohenlinden da Moreau.
Il 9 febbraio 1801 Bonaparte concluse la pace di Lunéville con l'Austria, che rinunciò ai suoi diritti sul nord e centro Italia. Il 25 marzo 1802 venne firmato il trattato di Amiens che segnava la pace col Regno Unito.
Malgrado la cattura e la deportazione in Francia di Toussaint Louverture, la spedizione di Santo Domingo fu un fallimento. Il disimpegno in America del Nord si tradusse nella vendita della Louisiana, ceduta col trattato del 2 maggio 1803.

### Rafforzare lo Stato
Per poter durare il regime doveva appoggiarsi su uno Stato solido e strutturato, in cui i cittadini potessero riporre fiducia.
Necessitava dunque rimettere in sesto le finanze e guadagnare allo Stato la fiducia dei cittadini. Ciò si fece tramite una riforma fiscale. Il Consolato aveva ereditato dal Direttorio, che comunque faticava ad esigerle, quattro imposte dirette: la contribuzione fondiaria, la contribuzione mobiliare, l'accisa sull'industria e commercio, e l'imposta sulle porte e finestre.
Nel gennaio 1800 venne creata la Banca di Francia, banca privata ma con il sostegno del governo: essa si preoccupò di assicurare un certo avanzo alle finanze dello Stato, in attesa della riscossione delle imposte, il che rinforzò il credito statale. Con la riforma monetaria del 1803 ebbe il monopolio nelle emissioni di cartamoneta. Il franco germinale vide fissato il suo valore sull'oro delle riserve della Banca di Francia, che divenne una delle maggiori d'Europa.
Nel 1802 il bilancio dello Stato raggiunse il pareggio.
La legge del 28 piovoso anno VIII (17 febbraio 1800) riguardò l'amministrazione locale. Il punto più importante fu l'istituzione dei prefetti; mantenne i dipartimenti ereditati dalla Rivoluzione ma ne ridefinì le suddivisioni interne: i distretti divennero arrondissement, rispetto a questi in numero minore e dunque con maggiore estensione, furono ridefiniti i confini dei comuni  (commune) e dei cantoni. Ad ogni livello si trovava un funzionario pubblico di nomina governativa, anziché un'assemblea consultiva eletta.
La giustizia fu uno dei pilastri del nuovo Stato, che diventava sempre più autoritario. Il Consolato non mise tuttavia in discussione l'uguaglianza di tutti davanti alla giustizia, che era esercitata in nome del popolo. I giudici erano eletti dai cittadini e troviamo ugualmente una giuria popolare. Nel marzo 1800 Bonaparte procedette ad una riforma giudiziaria che rese eleggibili i giudici di pace (destinati a cause minori, con giurisdizione limitata al cantone). La giustizia poggiava infatti ormai su magistrati professionisti, in linea di principio inamovibili. Venne contemporaneamente istituito il Consiglio di Stato.
Fouché fu posto a capo del Ministero della polizia, con l'incarico di preservare l'ordine ed informare circa lo stato dell'opinione pubblica e della popolazione.

### L'inquadramento della società
Bonaparte volle codificare le regole della società, ricostruire il legami sociali dopo la distruzione della società dell'Ancien Régime. Il Code Napoléon, concepito dopo la Rivoluzione, e terminato nel 1804, si proponeva di operare una sintesi tra il diritto dell'Ancien Régime ed il diritto rivoluzionario in modo da pacificare il Paese; era profondamente improntato alla laicità per rendersi accettabile a tutti i francesi.
Nel medesimo tempo Napoleone considerava un inquadramento religioso. La religione era considerata come un elemento stabilizzante la società, un cemento sociale. Dal suo arrivo al potere dunque, Napoleone si occupò di organizzare la religione: anche se poteva prevedere una religione civile basata sulle feste e le ricorrenze rivoluzionarie, preferì appoggiarsi sulle religioni esistenti, in primis quella dominante in Francia, il cattolicesimo. Nel 1800 la Chiesa cattolica francese era profondamente divisa fra una "Chiesa refrattaria", preponderante, e una "Chiesa costituzionale". I negoziati col papa Pio VII portarono al Concordato del 1801, che permise dal 1802 la riorganizzazione della Chiesa francese in sessanta diocesi con nuovi vescovi e un clero organizzato. I vescovi erano nominati dallo Stato e ricevevano l'investitura canonica dal Papa; i preti cattolici erano nominati e remunerati dallo Stato. Il clero aveva la funzione di assicurare la pace, la coesione sociale ed il rispetto delle leggi, per esempio facendo pregare i fedeli per il successo dell'esercito napoleonico.
La società napoleonica era gerarchizzata non in funzione degli ordini sociali ma in funzione della fortuna economica e la notabilità. Vi era un dualismo fra una élite (circa 100.000 persone), i cittadini più facoltosi, e la massa della popolazione: su tale base si costruì l'edificio politico.
Furono stabilite per ogni dipartimento delle liste di notabilità, contenenti i 600 cittadini che pagavano più imposte, ossia i più ricchi. Le liste servivano per la designazione a diverse funzioni come la composizione delle assemblee; erano dunque un vivaio da cui lo Stato traeva i propri funzionari e rappresentanti: la società dei notabili era in fondo un preludio alla nobiltà dell'Impero.

## Il controllo dell'opposizione
Nel 1802 il potere legislativo era completamente estinto e il Consolato si avviava sempre più verso l'autoritarismo con poco spazio per l'opposizione politica.

### L'eradicazione dell'opposizione giacobina e realista
I giacobini non avevano visto con favore il colpo di Stato del 18 brumaio, e avevano tentato di mettere Napoleone fuori legge. Furono quindi fra le prime vittime della reazione seguente al colpo di Stato.
Bonaparte prese un certo numero di misure per escludere dalla vita politica gli oppositori più accesi: fece pubblicare una lista di 34 deputati banditi, 19 incarcerati; l'insieme del movimento giacobino era sotto il controllo della polizia, ciononostante Bonaparte cercò il favore della maggioranza dei simpatizzanti, presentandosi come erede delle idee della Rivoluzione. Malgrado tutto l'opposizione continuò ancora per qualche mese, soprattutto tramite la stampa. Nel gennaio 1800 Bonaparte fece chiudere una sessantina di giornali.
La minaccia giacobina era in effetti reale, come testimoniarono molti disegni cospirativi contro il Primo console; fra il 1801 e il 1802 Bonaparte riuscì ad annullare l'opposizione giacobina.
Con la fine del Direttorio i realisti si riorganizzarono. L'ovest e il sud erano regioni fortemente monarchiche. In un primo tempo i realisti esitarono circa il contegno da tenere; sin dal 1799 Bonaparte intesseva colloqui coi realisti, fra cui Hyde de Neuville, per mettere un fine alla Chouannerie. Certi monarchici speravano in Napoleone per restaurare la monarchia, vedendo il Primo console come una tappa intermedia verso Luigi XVIII, il quale a sua volta scrisse a Napoleone per domandargli di ritirarsi cedendogli il potere.
Bonaparte, che nel frattempo aveva consolidato il proprio potere, respinse l'offerta e l'orientamento dei realisti cambiò: dopo alcune azioni spettacolari, fra cui il rapimento del senatore Clément de Ris nel settembre 1800, anche i realisti finirono sotto il controllo della polizia.
Nonostante la repressione i due movimenti sopravvissero, i realisti contando su una base arretrata, il Regno Unito, in cui dopo la Rivoluzione aveva trovato rifugio la maggior parte degli émigré.

### La lotta contro l'opposizione liberale
L'opposizione liberale era formata da persone che avevano inizialmente sostenuto Bonaparte, la maggioranza aveva approvato il 18 brumaio e il ristabilirsi dell'ordine. Restavano tuttavia aderenti ai principi del 1789 e non volevano andare oltre verso un regime autoritario. Benjamin Constant, un liberale, prese la testa dell'opposizione nel 1802 e ne divenne portavoce: protestò contro gli attentati alla libertà, soprattutto i tribunali speciali, dove non esisteva più giuria popolare, apparivano agli idéologues come un attentato alla giustizia resa in nome del popolo.
L'opposizione in questi anni riuscì a far udire la propria voce solo in rare occasioni, per esempio nel 1801, riuscendo ad affossare un primo progetto di codice civile che appariva troppo conservatore; ancora con le manifestazioni contro il Concordato del 1801, condotte soprattutto dalla stampa liberale (La décade philosophique). 110 deputati si opposero alla Legion d'onore rifiutando un'onorificenza che sembrava ricollegarsi con gli ordini dell'Ancien Régime.
Al principio del 1802 Bonaparte, fondamentalmente ostile al parlamentarismo, prese la decisione di epurare le assemblee: un quinto dei deputati fu deposto, fra cui Benjamin Constant, ed entrarono invece deputati fedeli al regime, come Luciano Bonaparte, il fratello di Napoleone. L'epurazione contribuì ad ammorbidire l'opposizione politica e fu accentuata da un nuovo regolamento per il Tribunat, che veniva diviso in tre sezioni e non sedeva più in seduta plenaria, divenne nei fatti una semplice assemblea tecnica e il dibattito pubblico cessò.
La schiavitù, abolita nel 1794, venne reintrodotta nelle colonie, dalla legge del 20 maggio 1802.

### Il controllo delle coscienze
Il Consolato conservò il ministero della polizia nelle mani di Fouché, il quale esercitò sul Paese una pressione facilitata dalle operazioni contro il banditismo e dall'insicurezza sociale; fu messo in piedi un vero e proprio sistema poliziesco: per controllare gli oppositori si procedeva ad arresti preventivi, come quello del marchese de Sade, la libertà d'espressione e di riunione vennero limitate, così come la libertà di circolazione.
La libertà di stampa era una delle conquiste della Rivoluzione: la stampa era un focolaio di oppositori, il che convinse Bonaparte a censurare ed eliminare un gran numero di giornali. Il 17 gennaio 1800 a Parigi si vendevano solo 13 giornali; fra quelli chiusi era il Journal des hommes libres. Conviene comunque ricordare che la lettura dei giornali all'epoca era limitata al ceto più elevato: il Journal des débats aveva all'incirca 10.000 abbonati nel 1801. Era quindi un'élite che partecipava alla vita politica. Si passò quindi ad una stampa di propaganda (Le Moniteur universel).

## Consoli
| Consoli provvisori (10 novembre – 12 dicembre 1799) | Consoli provvisori (10 novembre – 12 dicembre 1799) | Consoli provvisori (10 novembre – 12 dicembre 1799) |
| --------------------------------------------------- | --------------------------------------------------- | --------------------------------------------------- |
|                                                     |                                                     |                                                     |
| Napoleone Bonaparte                                 | Emmanuel Joseph Sieyès                              | Roger Ducos                                         |
| Consolato (12 dicembre 1799 – 18 maggio 1804)       |                                                     |                                                     |
|                                                     |                                                     |                                                     |
| Napoleone Bonaparte Primo Console                   | JJ Cambacérès Secondo Console                       | Charles-François Lebrun Terzo Console               |

## Ministri del Consolato
I ministri sotto il Consolato erano: 
| Ministero                    | Inizio            | Fine              | Ministro                               |
| ---------------------------- | ----------------- | ----------------- | -------------------------------------- |
| Affari esteri                | 11 novembre 1799  | 22 novembre 1799  | Charles-Frèdèric Reinhard              |
| Affari esteri                | 22 novembre 1799  | 18 maggio 1804    | Charles Maurice de Talleyrand-Périgord |
| Giustizia                    | 11 novembre 1799  | 25 dicembre 1799  | Jean-Jacques-Régis de Cambacérès       |
| Giustizia                    | 25 dicembre 1799  | 14 settembre 1802 | André Joseph Abrial                    |
| Giustizia                    | 14 settembre 1802 | 18 maggio 1804    | Claude Ambroise Régnier                |
| Guerra                       | 11 novembre 1799  | 2 aprile 1800     | Louis Alexandre Berthier               |
| Guerra                       | 2 aprile 1800     | 8 ottobre 1800    | Lazare Carnot                          |
| Guerra                       | 8 ottobre 1800    | 18 maggio 1804    | Louis Alexandre Berthier               |
| Finanza                      | 11 novembre 1799  | 18 maggio 1804    | Martin Michel Charles Gaudin           |
| Polizia Stradale             | 11 novembre 1799  | 18 maggio 1804    | Joseph Fouché                          |
| Interno                      | 12 novembre 1799  | 25 dicembre 1799  | Pierre Simon Laplace                   |
| Interno                      | 25 dicembre 1799  | 7 novembre 1800   | Luciano Bonaparte                      |
| Interno                      | 7 novembre 1800   | 18 maggio 1804    | Jean-Antoine Chaptal                   |
| Marina e colonie             | 12 novembre 1799  | 22 novembre 1799  | Marc-Antoine Bourdon de Vatry          |
| Marina e colonie             | 22 novembre 1799  | 3 ottobre 1801    | Pierre-Alexandre-Laurent Forfait       |
| Marina e colonie             | 3 ottobre 1801    | 18 maggio 1804    | Denis Decrès                           |
| Segretario di Stato          | 25 dicembre 1799  | 18 maggio 1804    | Hugues-Bernard Maret                   |
| Tesoro                       | 27 settembre 1801 | 18 maggio 1804    | François Barbé-Marbois                 |
| Amministrazione della guerra | 12 marzo 1802     | 18 maggio 1804    | Jean-François Aimé Dejean              |

## Verso l'Impero
La Costituzione dell'anno VIII conferiva a Bonaparte il potere per dieci anni. Nel 1802 Napoleone aveva incontestabilmente stabilito il suo predominio sul Paese; pur avendo eliminato l'opposizione sia interna che esterna, non stabilì da sé il carattere vitalizio del consolato ma fece intervenire il Tribunat. Il Senato suggerì inizialmente un prolungamento della carica di altri 10 anni; Napoleone impose allora il voto di un senato-consulto che gli conferiva il potere a vita; inoltre ottenne il diritto di nominare il suo successore.
La Costituzione dell'anno X modificò la composizione del Tribunat riducendone i membri da 100 a 50, il che ridusse ancora il peso delle assemblee ed il potere del Senato crebbe sul piano legislativo.
Dal febbraio 1800 Napoleone aveva preso residenza al Palazzo delle Tuileries dove si era progressivamente installata una corte in costante crescita, specie dopo il 1802; dopo il concordato Napoleone fece restaurare una cappella nel palazzo in cui assisteva alla Messa tutte le domeniche. Dopo il 1802 rafforzò ulteriormente l'identificazione coi sovrani dell'Ancien Régime viaggiando nelle provincie con un cerimoniale simile alle visite regali.
Il Consolato a vita si chiuse naturalmente nel 1804 con la proclamazione dell'Impero.